# دنی مک‌روری
دنی مک‌روری (انگلیسی: Danny McRorie; ۲۶ ژوئن ۱۹۰۶ – ۲۶ ژوئیهٔ ۱۹۶۳) بازیکن فوتبال، و سرمربی (فوتبال) اهل بریتانیا بود.
از باشگاه‌هایی که در آن بازی کرده‌است می‌توان به باشگاه فوتبال لیورپول اشاره کرد.